# Distrito de Baramulla
Baramulla (en hindi; बारामूला) es un distrito de la India en el estado de Jammu y Cachemira. Código ISO: IN.JK.BR.
Comprende una superficie de 4 588 km².
El centro administrativo es la ciudad de Baramulla.

## Demografía
Según censo 2011 contaba con una población total de 1 015 503 habitantes, de los cuales 473 332 eran mujeres y 542 171 varones.